# Lough Lene

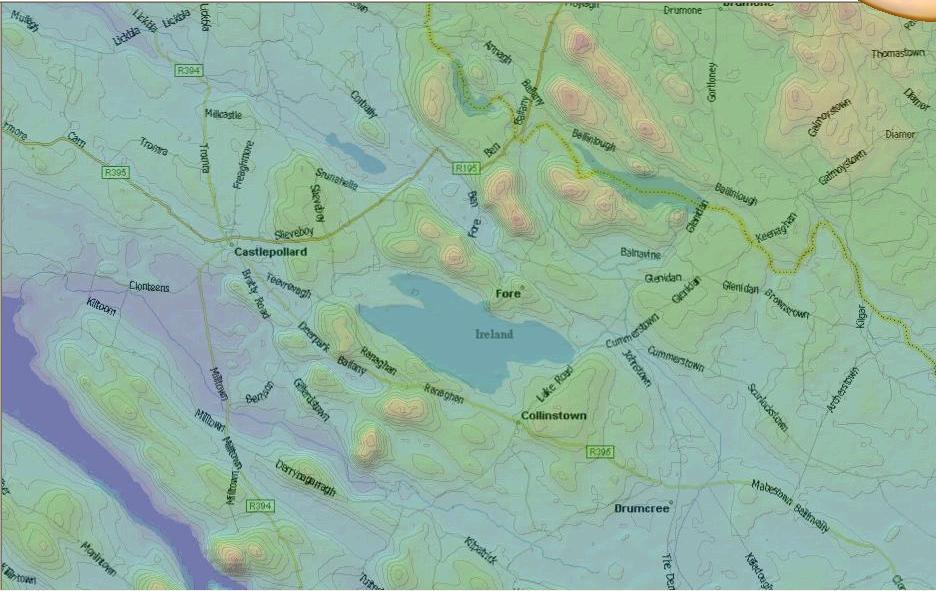
Lough Lene

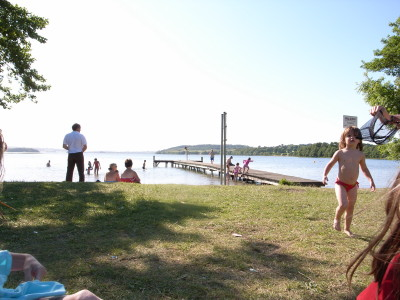
Lough Lene

Le Lough Lene est un lac d'Irlande situé au nord du comté de Westmeath (An Iarmhí en irlandais) entre les villages de Castlepollard, Collinstown et de Fore. Il jouit d'une histoire aussi riche que variée. Il revendique également l'existence de vieilles ruines, d'emplacements préhistoriques, et de vieux cimetières, des villages  antiques et communaux en forteresse circulaires, appelés ringforts. On peut aussi y observer des échaliers (“Styles”) au-dessus des clôtures, sur les chemins de messe (Mass path), des obstacles qui permettent aux piétons de passer d'un champ à l'autre sans que les animaux n'en aient l'occasion. 
Le Lough Lene peut aussi se targuer d'avoir été le lieu de résidence de rois et de tyrans vikings, tel Turgesius qui avait un de ses forts sur la colline Randoon, au sud-ouest, donnant sur le lac du côté de Ranaghan, avant d'être tué par Melaghlin ou Malachy, le seigneur local de Meath /Westmeath. 
En outre, le lac est étroitement lié aux religieuses de Collinstown et les saints et moines associés à l'abbaye de Fore. 

## Légende et historique
Le lac a reçu une multitude de noms, comme Lane, Léin ou Leibhinn. Sir Henry Piers pensait que le nom du lac signifiait le lac de l'apprentissage, en lien avec sa traduction de Fore comme étant la ville des livres. Cependant, d'autres sources, plus traditionnelles, pensent que le lac a été baptisé du nom de la fille du légendaire Mannanan Mac Lir. 
D'après le Lewis's Topographical Directory of Ireland, le lac est décrit comme étant de forme ovale irrégulière, faisant environ 3,2 km (2 miles) de long et 1,7 km (1 mile) de large. L'eau douce de ce lac est, d'après la plupart des sources, très limpide : le terme « clair comme du gin » (gin-clear) est fréquemment employé pour le décrire. 
Il se trouve à 97 m d'altitude et couvre approximativement 500 hectares. Source d'approvisionnement en eau pour Collinstown et Castlepollard, il joue aussi un rôle essentiel dans la vie sociale, historique et évènementielle des environs.
L'île des Nonnes (religieuses, en anglais Nun's Island) sur le Lough Lene abritait un couvent dans lequel vivaient autrefois ces femmes dévouées à Dieu. On lui a aussi donnée le nom de Baile na gCailleach, nom en vieil irlandais de la ville de Collinstown, que l'on traduit soit par « la ville des femmes voilées, soit de manière irrévérencieuse par « la ville des vieilles sorcières », pour faire référence aux sœurs de ce couvent. 
Les deux autres îles sur le lac sont l'île de Turgesius (Turgesius' island) et l'île du Château (Castle Island). 
Une étude européenne a révélé que l'île des Nonnes a une structure complexe en pierre, avec des sortes de chaussées, alors que l'île du Château montrait le meilleur potentiel, avec un grand assemblage en bois de construction ouvragé. 

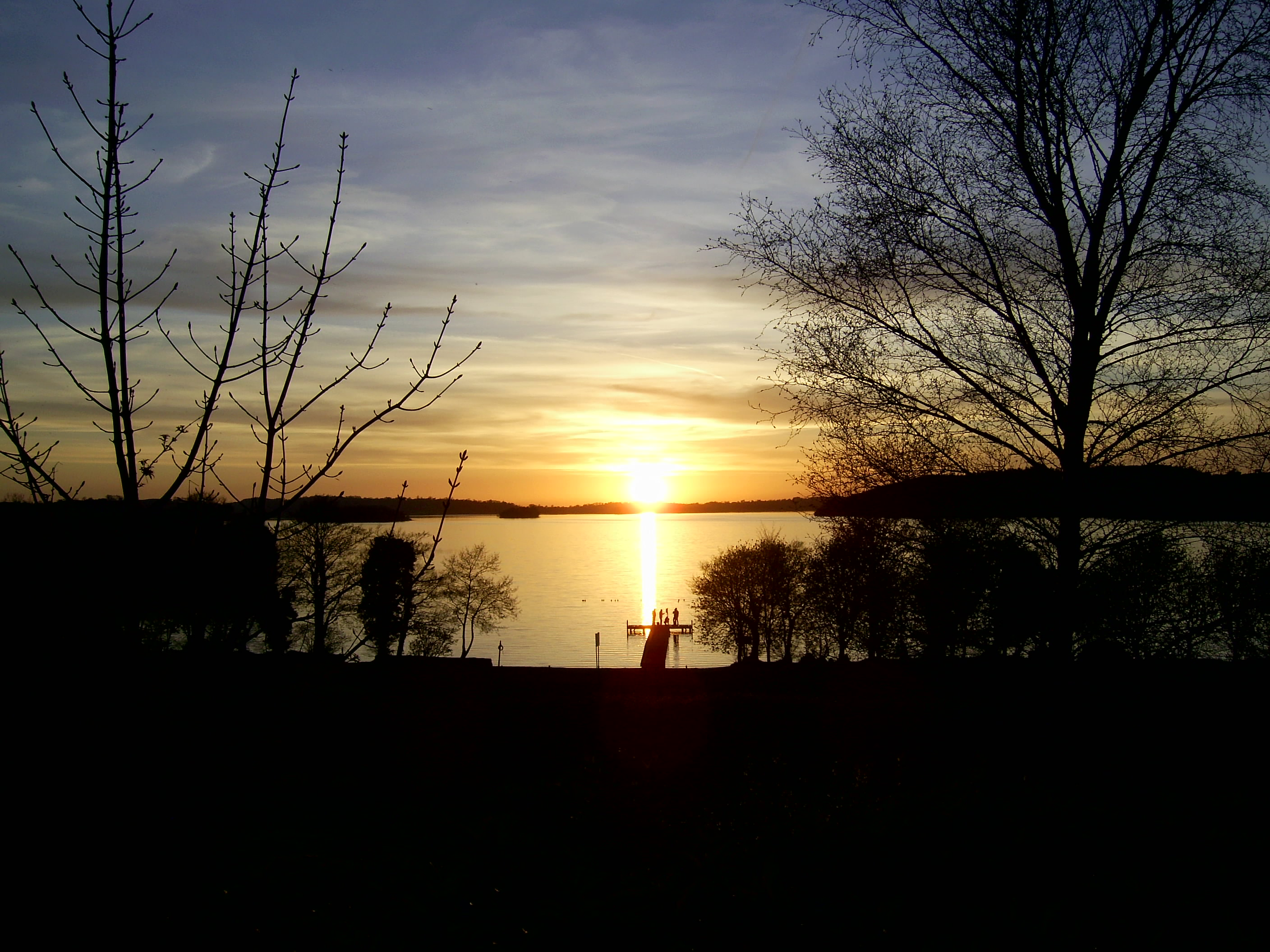
Coucher de soleil, Lough Lene avril 2007

## Le bateau des Moines de Lough Lene
Deux bateaux creusés dans le bois ont également été découverts en 1968, dont un avec des joints de queue d'aronde. Les travaux de recherche continuent toujours. Ces bateaux de pêche, remontant à l'époque romaine, mesuraient environ 8 m de long, 1,5 m de large, et 80 cm profondeur, et ont été fabriqués  en chêne, en if, et probablement en saule. 
Ils étaient propulsés par des rames.
D'autres caractéristiques notables de leur construction montrent qu'il s'agissait de bateaux complexes : un tronc creusé, une extension sculptée, assemblé par tenon et mortaise, et cousu. Jusqu'à présent, ce type de construction reste unique en son genre.

## La cloche de Lough Lene

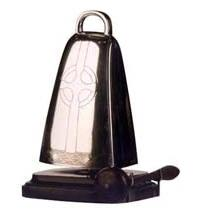
La cloche de Lough Lene

En 1882, William Barlow Smythe a fait une présentation à l'académie irlandaise royale sur la cloche de Lough Lene. Cette cloche avait été découverte l'année précédente par un garçon qui pêchait des anguilles sur l'île du château  (Castle island), île qui appartenait à l'époque à Smythe. Vu la proximité de l'abbaye de Fore,  Smythe a conclu que la cloche avait probablement appartenu à l'abbaye de Saint-Feichin ; durant les attaques vikings et anglo-normandes, elle a dû être transférée sur l'île des nonnes (Nuns Island) avant d'être cachée sur l'île de château. 
Sur chaque face, la cloche est gravée d'un contour de la croix celtique chrétienne, ainsi qu'un ornement sur le pourtour. Smythe pense qu'à cette époque, ce type d'ornement était généralement réservé aux sanctuaires. La cloche ressemble à deux autres cloches remontant à cette période du début du christianisme : celles-ci ont été trouvées à Bangor (comté de Down) en 1832 et à Cashel (comté de Tipperary) en 1849. Smythe croyait que la cloche de Lough Lene était contemporaine à ces deux cloches, dont on pensait qu'elles remontaient au VIIe siècle, soutenant sa théorie selon laquelle l'exemplaire du Lough Lene était une relique de St. Feichin. 
Tandis que la cloche originale repose au Musée National d'Irlande (National Museum of Ireland), une  reproduction (d'une dimension réduite de moitié) est installée au Dáil Éireann (Chambre basse du parlement irlandais), en tant que cloche de Ceann  Comhairle. Elle a été présentée au Dáil Éireann en 1931 par la veuve du tonnelier principal de Bryan, un ancien membre de la Chambre.

## Époque contemporaine
Depuis que l'Irlande a rejoint l'Union européenne, le Lough Lene est également reconnu comme le premier lac d'eau douce à l'intérieur des terres à obtenir le Pavillon Bleu d'Europe pour son eau propre, claire comme le gin, épargnée de toute pollution. 
Ce Pavillon Bleu a été décerné avec une régularité remarquable au Lough Lene, grâce à l'engagement des communautés agricoles environnantes pour préserver les ressources en eau, pour les poissons et la faune sauvage. 
L'eau claire de ce lac sert également de réservoir d'eau potable pour de nombreux villages qui s'y approvisionnent grâce à la station de pompage de Lough-Parc. Les villes et villages voisins sont Castlepollard, Coole, Coolure, Fore et Collinstown.